# Bajt Dżiz
Bajt Dżiz (arab. بيت جيز) – nieistniejąca już arabska wieś, która była położona w Dystrykcie Ramli w Mandacie Palestyny. Wieś została wyludniona i zniszczona podczas wojny domowej w Mandacie Palestyny, po ataku żydowskiej organizacji paramilitarnej Hagana w dniu 20 kwietnia 1948.

## Położenie
Bajt Dżiz leżała w zachodniej części Wzgórz Judzkich. Według danych z 1945 do wsi należały ziemie o powierzchni 8 357 ha. We wsi mieszkało wówczas 550 osób.
| własność gruntów | powierzchnia gruntów (hektary) |
| ---------------- | ------------------------------ |
| Arabowie         | 8 202                          |
| Żydzi            | 0                              |
| publiczne        | 155                            |
| Razem            | 8 357                          |

| Rodzaj użytkowanych gruntów | Arabowie (hektary) | Żydzi (hektary) |
| --------------------------- | ------------------ | --------------- |
| uprawy oliwek               | 14                 | 0               |
| uprawy nawadniane           | 36                 | 0               |
| uprawy zbóż                 | 6 529              | 0               |
| nieużytki                   | 1 763              | 0               |
| zabudowane                  | 29                 | 0               |

## Historia
Badania archeologiczne prowadzone w tej okolicy wykazały obecność pozostałości fundamentów i cysterny starej wioski arabskiej pochodzącej z około 1334. Miejscowa legenda mówi, że znajdował się tutaj grobowiec szejka Zajda. Jednak współczesna wieś powstała dopiero na początku XX wieku. Lokalna gospodarka była oparta na rolnictwie, głównie na uprawie zbóż, fig, warzyw, migdałów i oliwek. Część okolicznych pól była użytkowana jako pastwiska dla owiec i kóz.
W okresie panowania Brytyjczyków Bajt Dżiz była niewielką wsią. We wsi znajdowała się szkoła i jeden meczet.
Podczas wojny domowej w Mandacie Palestyny arabskie siły atakowały żydowskie konwoje do Jerozolimy. W celu przeciwdziałania tym atakom, żydowska organizacja paramilitarna Hagana postanowiła wysiedlić ludność arabską z okolicznych wiosek, aby w ten sposób pozbawić siły Armii Świętej Wojny naturalnego zaplecza. W dniu 20 kwietnia 1948 wieś zaatakowali żydowscy żołnierze. Prawdopodobnie po tym ataku większość mieszkańców opuściła swoją wieś. Na początku wojny o niepodległość, w dniu 25 maja jeden z batalionów 7 Brygady Pancernej w ramach przygotowań do szturmu na Latrun, planował zająć Bajt Dżiz. Opierano się przy tym na niesprawdzonych informacjach, że wieś jest opuszczona przez mieszkańców. Operacja nie powiodła się, ponieważ napotkano na silny opór arabskiej milicji. Ostatecznie wieś zajęto 27 lub 30 maja 1948. Większość jej budynków wyburzono.

## Miejsce obecnie

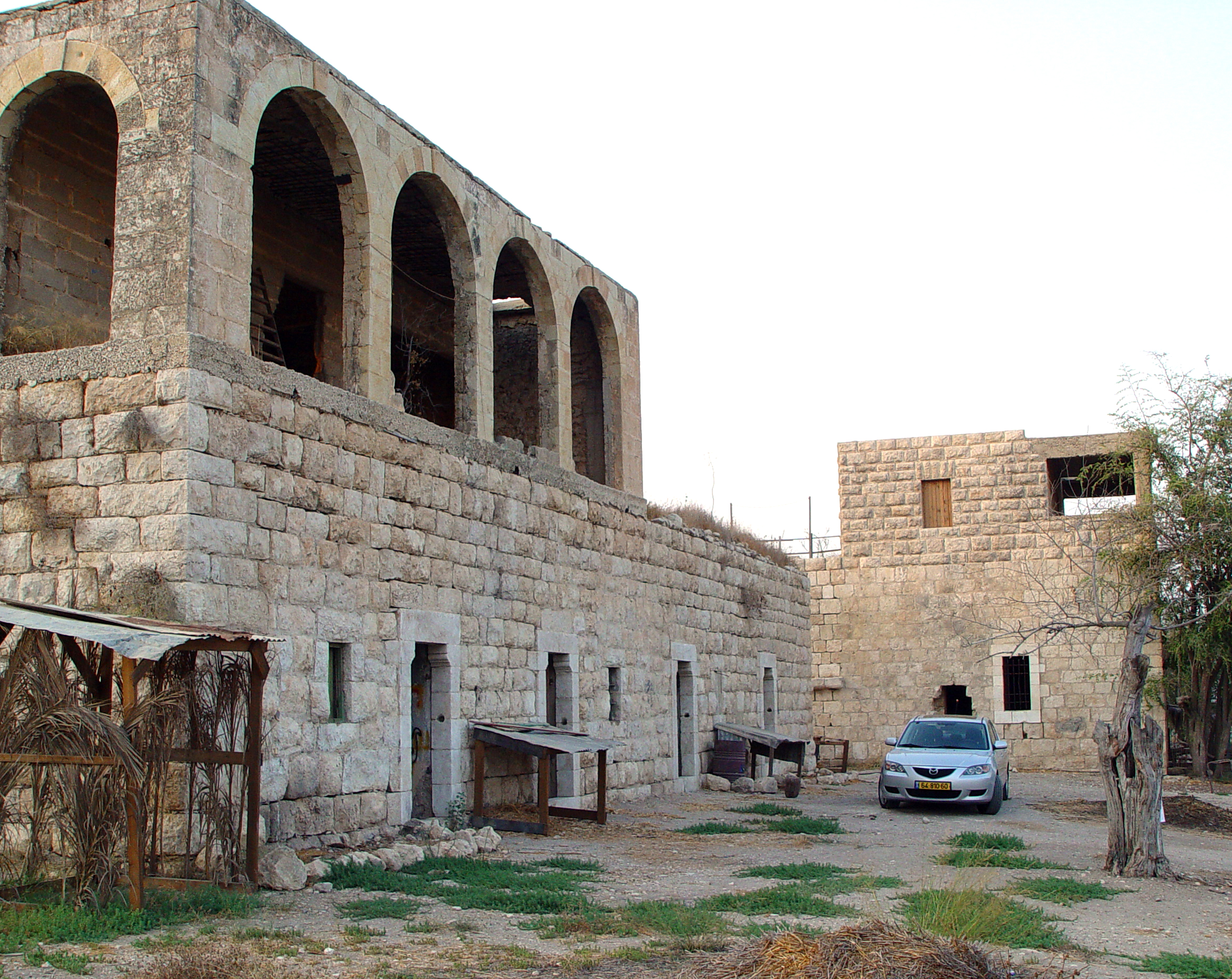
Dawny budynek Bajt Dżiz, obecnie w kibucu Harel

Na gruntach należących do Bajt Dżiz powstał w 1948 kibuc Harel, a następnie w 1950 moszaw Celafon i w 1960 wieś Gizo.
Palestyński historyk Walid Chalidi, tak opisał pozostałości wioski Bajt Dżiz: „Szkoła jest jedynym zachowanym punktem orientacyjnym i jest używana jako obiekt rekreacyjny, w którym dobudowano wieżę obserwacyjną straży pożarnej. Ocalała pewna liczba domów. Niektóre z nich są używane jako magazyny, inne są opuszczone. Jeden z magazynów jest dużą kamienną konstrukcją o płaskim dachu, z łukowatymi oknami. Trzy opuszczone domy są dwupoziomowymi budynkami”.